# Sony Xperia T2 Ultra
Sony Xperia T2 Ultra (модельні номери — D5303, D5306, D5322) — смартфон із серії Sony Xperia, розроблений компанією Sony, анонсований 14 січня 2014 року. Його попередники — Sony Xperia Z Ultra, як фаблет і Sony Xperia T, як продовжувач серії T, а наступник —  Sony Xperia C5 Ultra як фаблет і Sony Xperia T3. Він був доступний у чорному, білому та фіолетовому кольорах.

## Характеристики смартфону

### Апаратне забезпечення
Смартфон працює на базі чотириядерного процесора Qualcomm Snapdragon 400 (MSM8928), що працює із тактовою частотою 1,4 ГГц (архітектура ARMv7), 1 ГБ оперативної пам’яті й використовує графічний процесор Adreno 305 для обробки графіки. Пристрій також має внутрішню пам’ять об’ємом 8 ГБ, із можливістю розширення карткою microSD до 32 ГБ. Апарат оснащений 6 дюймовим екраном із розширенням 1280 x 720 пікселів, із щільністю пікселів на дюйм — 245 ppi, що виконаний за технологією IPS LCD. В апарат вбудовано 13-мегапіксельну основну камеру, що може знімати Full HD-відео (1080p) із частотою 30 кадрів на секунду і фронтальною 1,1-мегапіксельною камерою  яка спроможна на 720p, 30 кадрів на секунду. Дані передаються через роз'єм micro-USB, який також підтримує USB On-The-Go. Щодо наявності бездротових модулів наявні Wi-Fi 802.11 a/b/g/n, Bluetooth 4.0, DLNA і NFC, вбудована антена стандарту GPS з A-GPS. Весь апарат працює від Li-ion акумулятора ємністю 3000 мА·год, що може пропрацювати у режимі очікування 1071 годину (44.6 дня), у режимі розмови — 14 годин, і важить 172 грами.

### Програмне забезпечення
Смартфон Sony Xperia T2 Ultra постачався із встановленою Android 4.3 «Jelly Bean». Він також має сертифікацію PlayStation Mobile, що дозволяє користувачам грати в ігри PlayStation Suite. 16 липня 2014 року було оновлено до версії 4.4.2 «KitKat» . 7 березня 2015 року, Sony в соціальній мережі Twitter повідомила що оновлення до Android 5.0 «Lollipop», зможуть отримати лише флагмани Xperia Z. Але пізніше, журналісти замітили що теоретичне оновлення для T2 Ultra отримало сертифікацію. Вже 22 квітня, разом із Xperia C3 таки вийшло оновлення до Lollipop  Останнє оновлення для смартфона вийшло у вересня 2015, яке оновило смартфон до Android 5.1..